# 貝爾格勒證券交易所
貝爾格勒證券交易所（BELEX，羅馬化：Beogradska berza）是塞爾維亞首都貝爾格勒的一家證券交易所。貝爾格勒證券交易所設立於1894年塞爾維亞王國時期。

## 外部連結
- Official website（页面存档备份，存于）

44°49′19″N 20°24′47″E / 44.82194°N 20.41306°E